# Саль-д’Од
Саль-д’Од (фр. Salles-d'Aude) — коммуна во Франции, находится в регионе Лангедок — Руссильон. Департамент коммуны — Од. Входит в состав кантона Курсан. Округ коммуны — Нарбонна.
Код INSEE коммуны — 11370.

## Население
Население коммуны на 2008 год составляло 2630 человек.
| 1962 | 1968 | 1975 | 1982 | 1990 | 1999 | 2008 |
| ---- | ---- | ---- | ---- | ---- | ---- | ---- |
| 1258 | 1382 | 1395 | 1510 | 1710 | 1902 | 2630 |

## Экономика

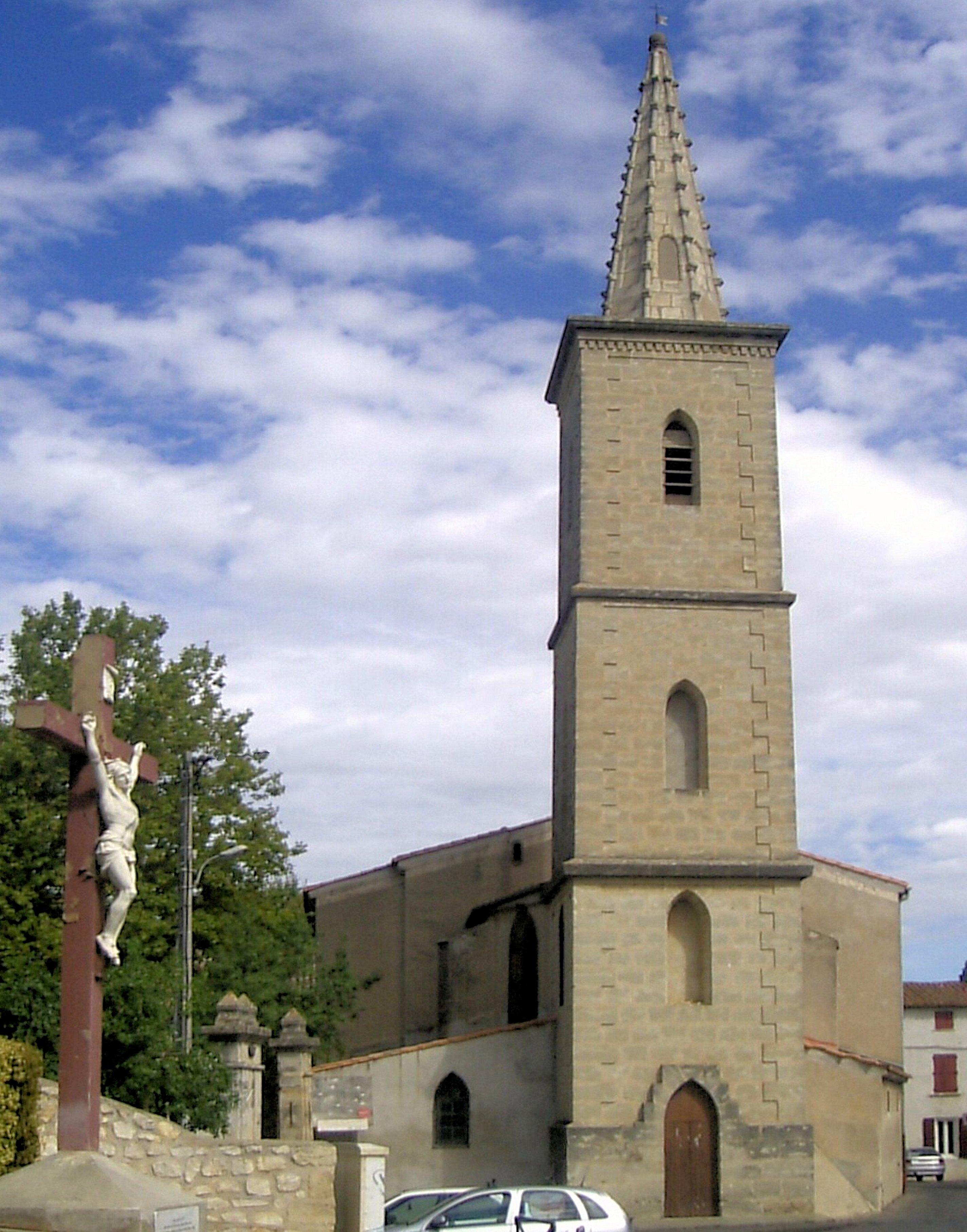
Часовня

В 2007 году среди 1450 человек в трудоспособном возрасте (15—64 лет) 972 были экономически активными, 478 — неактивными (показатель активности — 67,0 %, в 1999 году было 62,0 %). Из 972 активных работали 842 человека (448 мужчин и 394 женщины), безработных было 130 (54 мужчины и 76 женщин). Среди 478 неактивных 93 человека были учениками или студентами, 233 — пенсионерами, 152 были неактивными по другим причинам.